# Cantón de Paulhaguet
El cantón de Paulhaguet era una división administrativa francesa, que estaba situada en el departamento de Alto Loira y la región de Auvernia.

## Composición
El cantón estaba formado por diecinueve comunas:
- Chassagnes
- Chavaniac-Lafayette
- Collat
- Couteuges
- Domeyrat
- Frugières-le-Pin
- Jax
- Josat
- La Chomette
- Mazerat-Aurouze
- Montclard
- Paulhaguet
- Saint-Didier-sur-Doulon
- Sainte-Eugénie-de-Villeneuve
- Sainte-Marguerite
- Saint-Georges-d'Aurac
- Saint-Préjet-Armandon
- Salzuit
- Vals-le-Chastel

## Supresión del cantón de Paulhaguet
En aplicación del Decreto n.º 2014-162 de 17 de febrero de 2014, el cantón de Paulhaguet fue suprimido el 22 de marzo de 2015 y sus 19 comunas pasaron a formar parte del nuevo cantón del País de Lafayette.